# Junkers Ju 52/3m D-AQUI

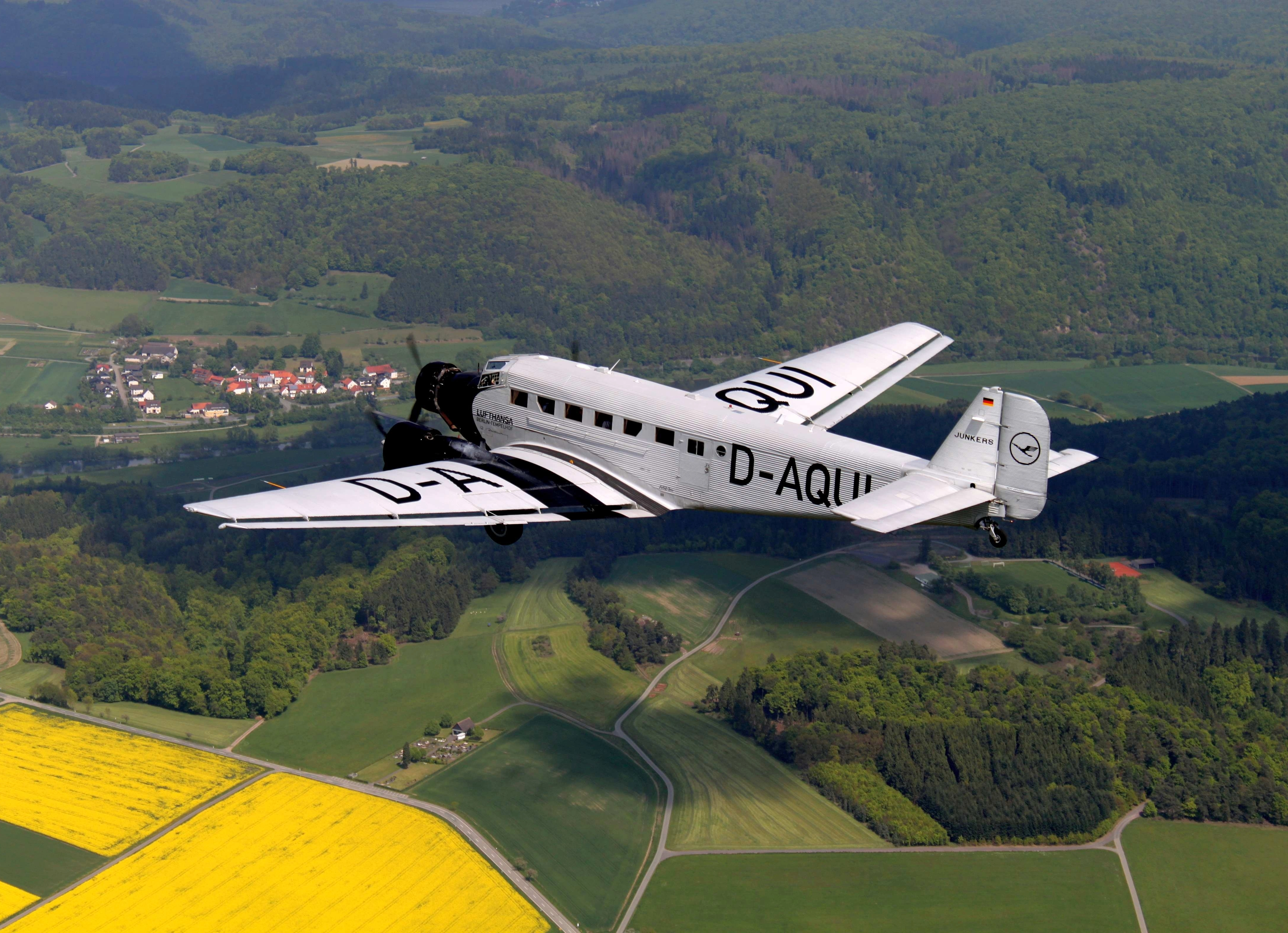
Ju 52/3m D-AQUI, am 22. Mai 2010 in Nordhessen bei Kirchlotheim

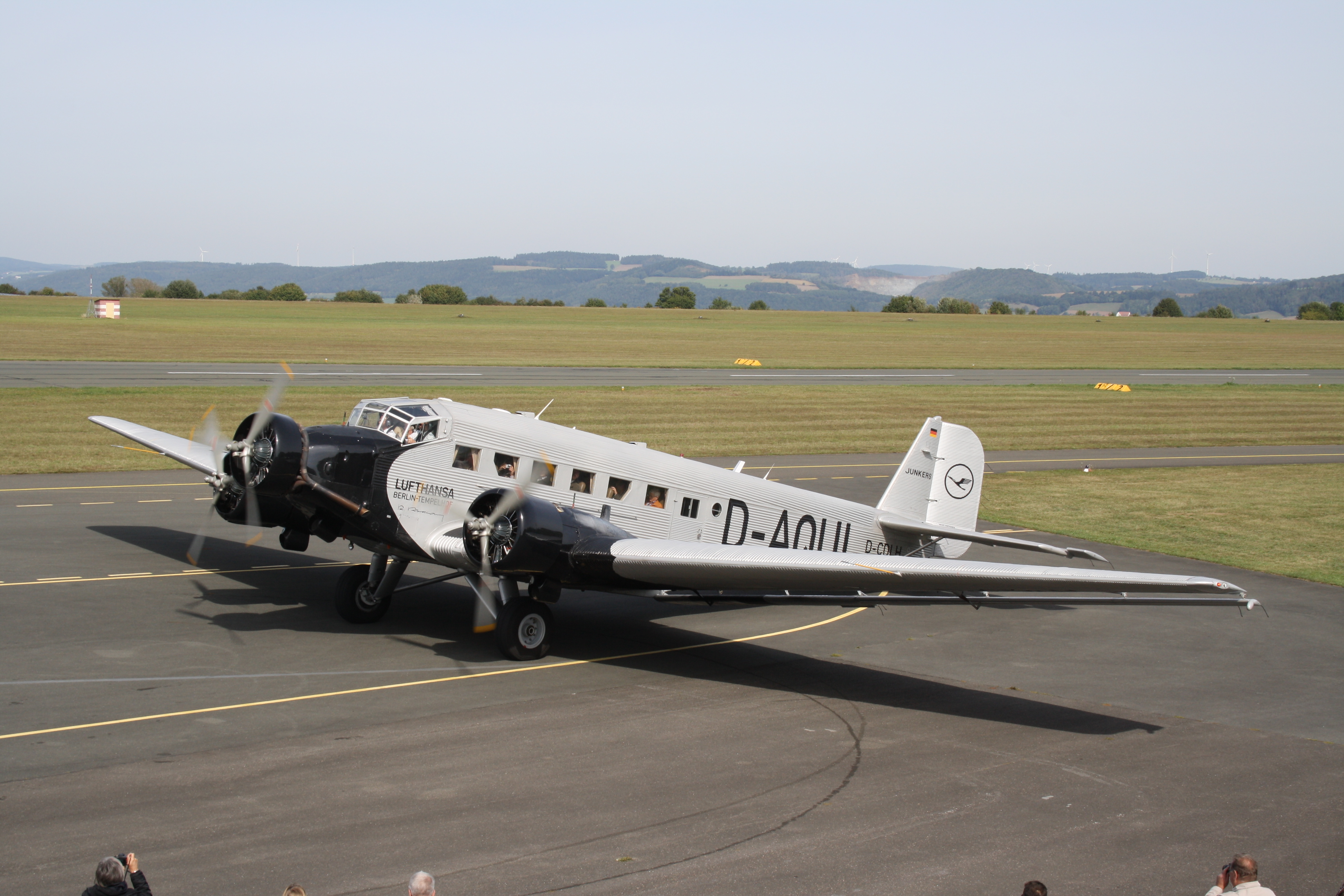
Die Ju 52/3m D-AQUI vor dem Start auf dem Verkehrslandeplatz Bayreuth, 2012

Die Junkers Ju 52/3m D-AQUI gehörte zu den letzten drei flugfähigen Flugzeugen des Typs Ju 52/3m, die noch vor 1945 in Dessau gebaut wurden. Weitere fünf heute noch flugfähige Ju 52/3m entstanden erst nach dem Zweiten Weltkrieg als Lizenzbauten bei den spanischen CASA-Werken als CASA 352 sowie im französischen Ateliers Aéronautiques de Colombes als AAC.1 Toucan. Die „D-AQUI“ war bis zu ihrer Stilllegung die letzte noch für den kommerziellen Luftverkehr zugelassene Junkers Ju52/3m. Sie gehört der Deutsche Lufthansa Berlin-Stiftung (DLBS).

## Geschichte
Lufthansa, 4. April 1936 – 1. Juli 1936, D-AQUI, „Fritz Simon“
Die D-AQUI wurde im Junkers-Stammwerk in Dessau mit der Werknummer 5489 gebaut. Der Erstflug fand am 2. April 1936 statt. Die Zulassung als D-AQUI erfolgte am 6. April 1936. Am 10. April 1936 wurde das Flugzeug an die Lufthansa übergeben und in Travemünde mit Schwimmern für den Einsatz als Seeflugzeug ausgerüstet. Die D-AQUI erhielt bei der Lufthansa den Taufnamen Fritz Simon, nach dem bei einem Absturz 1931 ums Leben gekommenen Piloten der Lufthansa.

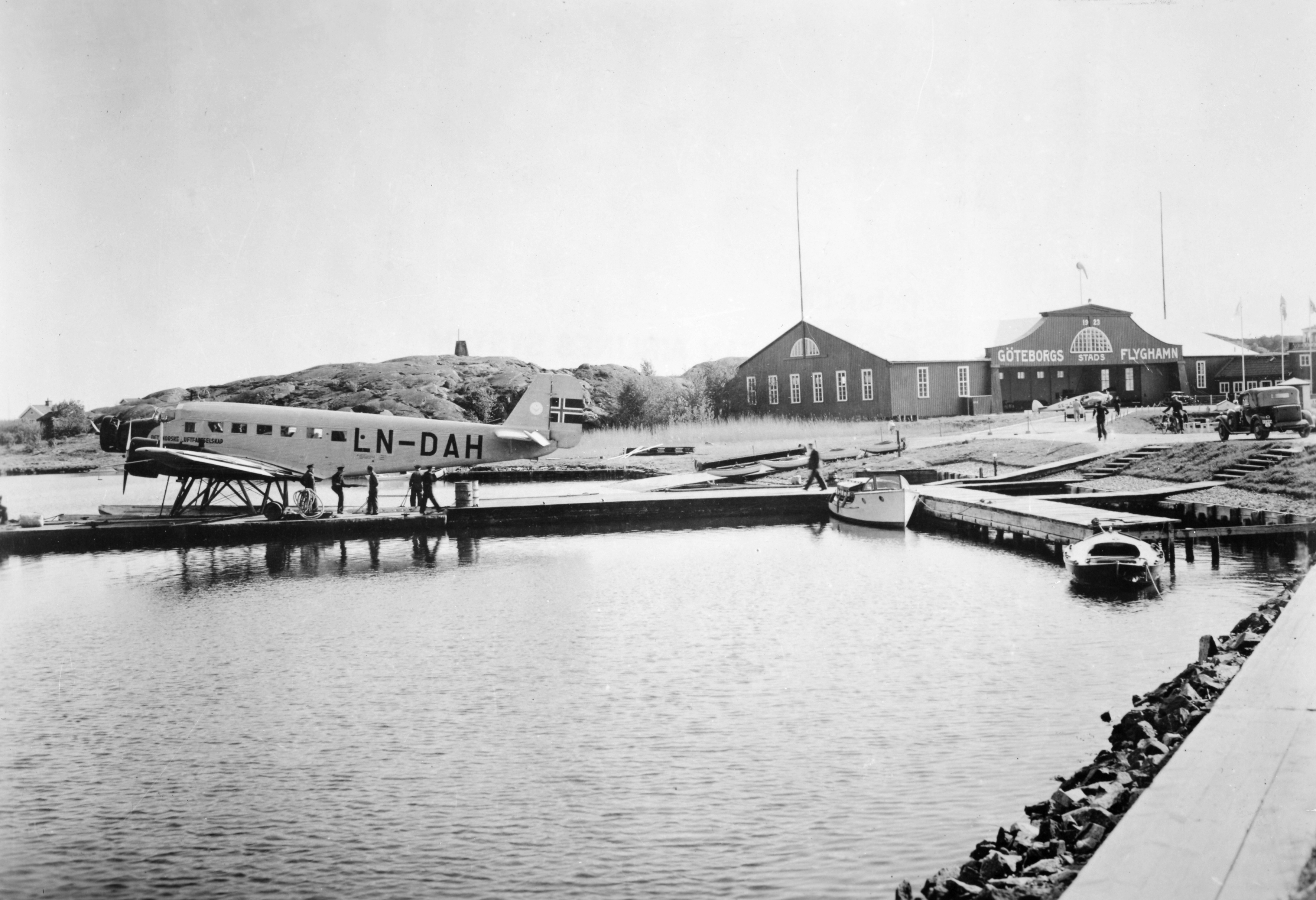
WNr 5489, LN-DAH der D.N.L. in Göteborg vor 1940

Det Norske Luftfartselskap D.N.L., 1. Juli 1936 – Mai 1940, LN-DAH, „Falken“
Bereits nach drei Monaten überließ die Lufthansa das Flugzeug der norwegischen Fluggesellschaft Det Norske Luftfartselskap Fred Olsen & Bergenske A/S (D.N.L.), um die bei D.N.L. durch Unfall am 16. Juni 1936 verloren gegangene Werknummer 4077, LN-DAE zu ersetzen. Am 1. Juli 1936 wurde die Werknummer 5489 (ex D-AQUI) für D.N.L. als LN-DAH mit dem Beinamen „Falken“ in Norwegen zugelassen. Bei D.N.L. kam das Flugzeug zunächst hauptsächlich auf der Strecke von Oslo über Stavanger nach Bergen und Trondheim zum Einsatz. Ab 1938 wurde diese Strecke bis nach Kirkenes am Nordkap verlängert. Neben der Werknummer 5489 (ex D-AQUI) und der abgestürzten LN-DAE betrieb D.N.L. noch zwei Junkers Ju 52/3m mit der Werknummer 5429 als LN-KAF, „Najaden“ und Werknummer 5751, LN-DAI auf dieser Strecke.
Lufthansa, 22. August 1940 – Mai 1945, D-AQUI, „Kurt Wintgens“
Während des deutschen Angriffs auf Norwegen befand sich die Werknummer 5489 (ex D-AQUI) im April 1940 zur Instandsetzung auf der D.N.L. Seeflugwerft in Gressholmen bei Oslo. Nach Abschluss der Instandsetzungsarbeiten im Mai 1940 übernahm die deutsche Luftwaffe das Flugzeug und ließ es am 6. Juni 1940 zur Umrüstung in eine Junkers Ju 52/3mg2e nach Norderney überführen. Da die Lufthansa den eingestellten Streckenbetrieb der D.N.L. im Juli 1940 übernahm, wurde ihr hierfür die Werknummer 5489 von der Luftwaffe zurückgegeben. Das Flugzeug wurde am 22. August 1940 erneut unter seiner früheren Zulassung D-AQUI für Lufthansa zugelassen, erhielt nun aber den Beinamen „Kurt Wintgens“. Ab September 1940 war das Flugzeug auf der Lufthansa-Strecke Nr. 4, der früheren D.N.L. Nordkaproute, von Trondheim nach Kirkenes im Lufthansa-Einsatz. Auch die beiden anderen, ehemaligen D.N.L.-Ju 52 kamen auf dieser Route wieder zum Einsatz. Der Betrieb der Strecke Nr. 4 wurde von Lufthansa bis Mai 1945 aufrechterhalten.
Det Norske Luftfartselskap D.N.L., 12. September 1945 – 1955/56, LN-KAF, „Askeladden“
Nach der deutschen Kapitulation blieb die Werknummer 5489 in Norwegen stehen und wurde zunächst von den Engländern übernommen, die sie am 28. Mai 1945 an die norwegische Luftwaffe übergaben. Die norwegische Luftwaffe setzte die Maschine für kurze Zeit beim 21. Transportgeschwader in Tromsø-Skattøra ein. Auf Grund zahlreicher technischer Probleme wurde das Flugzeug schon im August 1945 in der Horten Flyfabrik stillgelegt.
Am 12. September 1945 erhielt die neu gegründete D.N.L. das Flugzeug und ließ es bei Horten Flyfabrik wieder instand setzen. Die Arbeiten wurden im Frühjahr 1946 abgeschlossen. Das Flugzeug wurde am 12. April 1946 für D.N.L. mit der neuen norwegischen Zulassung LN-KAF und dem Beinamen „Askeladden“ zugelassen und kam wieder auf der norwegischen Küstenroute von Trondheim nach Kirkenes unter der DNL-Flugnummer 1702/1704 zum Einsatz. Im September 1947 wurde das Flugzeug auf Grund schwerer Korrosionsschäden bei Horten Flyfabrik stillgelegt. D.N.L. beauftragte Horten Flyfabrik mit dem Wiederaufbau eines Flugzeugs unter Einbeziehung von Baugruppen aus der Werknummer 5489, sowie der ebenfalls von D.N.L. 1945 erworbenen und bei Horten eingelagerten Werknummer 130714 und vorhandenen Teilen der bereits abgewrackten Werknummer 2982. Am 14. Februar 1948 wurde die LN-KAF, „Askeladden“, nun mit der Werknummer 130714, von Horten Flyfabrik an D.N.L. übergeben. Im August 1948 schlossen sich die norwegische D.N.L., die dänische D.D.L. und die schwedische AB Aerotransport zur Scandinavian Airline Systems (SAS) zusammen. Die LN-KAF, „Askeladden“ wurde von der SAS übernommen und blieb mit norwegischer Zulassung auf der Nordkaproute im Einsatz
Transportes Aereos Orientales S.A. (TAO), 30. Juli 1957 – 1962, HC-ABS, „Amazonas“
Etwa 1955/56 wurde die LN-KAF, „Askeladden“ bei SAS außer Dienst gestellt und in Oslo-Fornebu geparkt. Im Oktober 1956 erwarb Christof Drexel das Flugzeug und ließ es in Oslo noch einmal grundüberholen und von der See- in eine Landversion umrüsten. Am 30. Juli 1957 wurde die frühere LN-KAF/D-AQUI in Einzelteilen zerlegt per Seetransport nach Ecuador verfrachtet. In Ecuador übergab Drexel das Flugzeug an Transportes Aereos Orientales S.A. (TAO), auf die das Flugzeug als HC-ABS mit dem Beinamen „Amazonas“ zugelassen wurde. Die Maschine kam im Passagier- und Frachtverkehr auf Strecken längs des Amazonas von Quito zum Einsatz. Auf Grund zunehmender Ersatzteilversorgungsprobleme, insbesondere bei den Motoren, wurde die HC-ABS 1962 bei TAO außer Dienst gestellt und auf dem Flugplatz Rio Japura bei Quito geparkt. Bei Ende ihres ersten operativen Lebens hatte die 26 Jahre alte Maschine fast 8.000 Flugstunden absolviert.
Lester Weaver / Martin Caidin, USA, November 1970 – 1984, N130LW, N52JU, „Iron Annie“
Ende der 1960er Jahre entdeckte der Amerikaner Lester F. Weaver aus Polo in Illinois die abgestellte HC-ABS am Rande des Flugplatzes von Quito und erwarb das Wrack im Mai 1970. In sechsmonatiger Arbeit stellte Weaver die Flugfähigkeit für einen Überführungsflug in die USA her. Am 10. November 1970 startete die ehemaligen HC-ABS/LN-KAF/D-AQUI in Quito nach acht Jahren erstmals wieder, nunmehr mit der amerikanischen Zulassung N130LW. Der Überführungsflug endete in Dixon, IL, am 22. November 1970. Die weitere Instandsetzung in den USA und die Zulassung des Flugzeugs erwiesen sich für Weaver als problematisch. Weaver verkaufte das Flugzeug 1974 an Cannon Aircraft, die das Flugzeug noch im gleichen Jahr an den amerikanischen Schriftsteller Martin Caidin weiterveräußerte. Caidin ließ das Flugzeug im Frühjahr 1975 in Titusville, FL, grundüberholen. Auf Grund fehlender Ersatzteile wurden bei dieser Überholung die BMW-132-Motoren gegen Pratt & Whitney 1340 S H1G Wasp getauscht. Deren Vorgängermodell Hornet gehörte Anfang der 1930er Jahre zur ersten Motorenausstattung der Junkers Ju 52/3m und war der Mustermotor für den bei BMW in Lizenz gefertigten BMW 132. Um die Anforderungen an ein Luftfahrzeug in ausreichendem Maß zu erfüllen, ließ Caidin eine Hydraulik- und Bremsanlage von einer Curtiss C46 übernehmen. Ende 1976 war die Modernisierung und Instandsetzung des Flugzeugs abgeschlossen und die FAA erteilte für Caidin die Zulassung N52JU. Caidin taufte das Flugzeug auf den Namen „Iron Annie“, mit dem das Flugzeug in den folgenden acht Jahren auf zahlreichen Airshows in den USA zu sehen war.
Deutsche Lufthansa Berlin-Stiftung, ab 1984, D-CDLH (D-AQUI), „Berlin-Tempelhof“

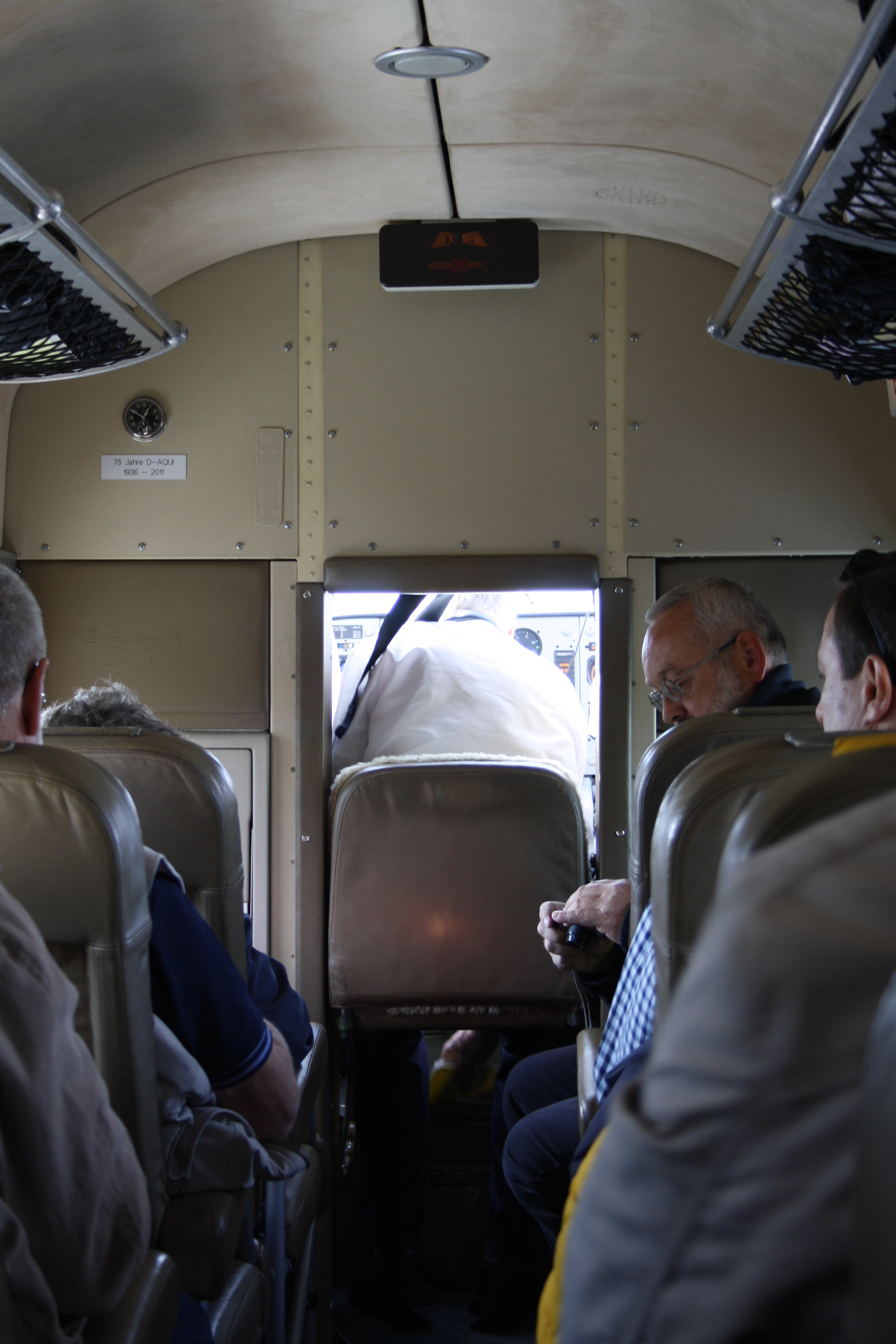
Passagierkabine, Blickrichtung Cockpit

1984 entdeckten Piloten der Lufthansa das Flugzeug. Sie überzeugten den Vorstand der Fluggesellschaft, die Maschine nach Deutschland zurückzuholen, um sie zum 60. Jubiläum der Lufthansa im Jahr 1984 zu präsentieren. Der Überführungsflug dauerte sechzehn Tage, mit Zwischenstopps u. a. in Grönland und Island. Bei Lufthansa Technik in Hamburg-Fuhlsbüttel wurde sie erneut restauriert, seit 1986 wurde sie jeden Sommer zu Rundflügen an verschiedenen Orten eingesetzt und in den Wintermonaten bei Lufthansa Technik überholt. Anfang der 1990er Jahre erhielt das Flugzeug Hamilton-Dreiblattpropeller, um den steigenden Anforderungen an Lärmreduzierung zu genügen. Auch in die Bordelektronik wurde investiert, um den Anforderungen des modernen Luftverkehrs genügen zu können. Mit der Zielsetzung, das Flugzeug für weitere 20 Jahre flugfähig zu erhalten, wurden seit 2015 große Teile der Flügelstruktur bei Lufthansa Technik in Hamburg erneuert. Die anderthalbjährige Liegezeit wurde am 13. Mai 2017 beendet.
Im Jahr 2016 hatte die sechzehnsitzige Maschine 21.000 Flugstunden hinter sich.
Auf Grund erneut festgestellter Strukturmängel musste der Flugbetrieb der D-AQUI im August 2018 vorzeitig beendet werden. Da die Behebung nur mit überdurchschnittlich umfangreichem und kostspieligem Re-Engineering ganzer Baugruppen zu realisieren war und auf Grund des Alters der Maschine künftig vermehrt mit derartigen außerplanmäßigen Befunden zu rechnen war, fiel im April 2019 die Entscheidung zur Stilllegung der D-AQUI, nachdem sie insgesamt 11500 Flugstunden für die Lufthansa absolviert hatte.
Nach einer Zwischeneinlagerung in Bremen wurde die D-AQUI im September 2020 in Einzelteilen zum Flughafen Paderborn/Lippstadt transportiert, wo der Verein Quax – Verein zur Förderung von historischem Fluggerät sie in Obhut nahm. Das Flugzeug war bis Juli 2025 auf dem Flughafen Paderborn/Lippstadt in einer Halle eingelagert und wurde am 18. Juli 2025 den Mitgliedern des Quax-Vereins zum letzten Mal unter freiem Himmel in montiertem Zustand im Rahmen einer Feierstunde präsentiert. Danach wird die Ju wieder zerlegt und auf dem Landweg nach Frankfurt transportiert, wo sie gemeinsam mit der Lockheed Super Star Constellation der Lufthansa in einer neuen Halle ausgestellt werden soll.

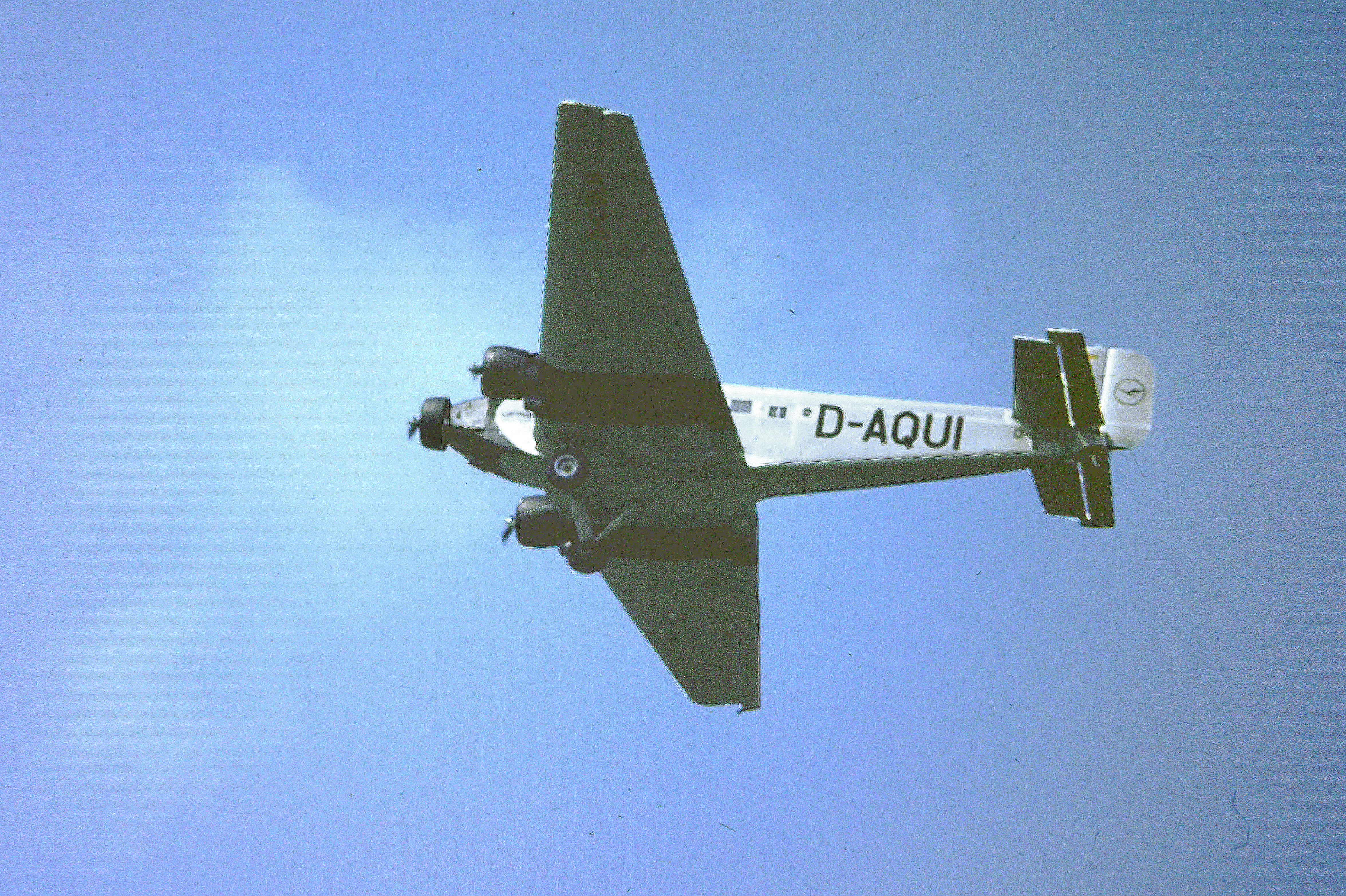
Rundflug im August 1989
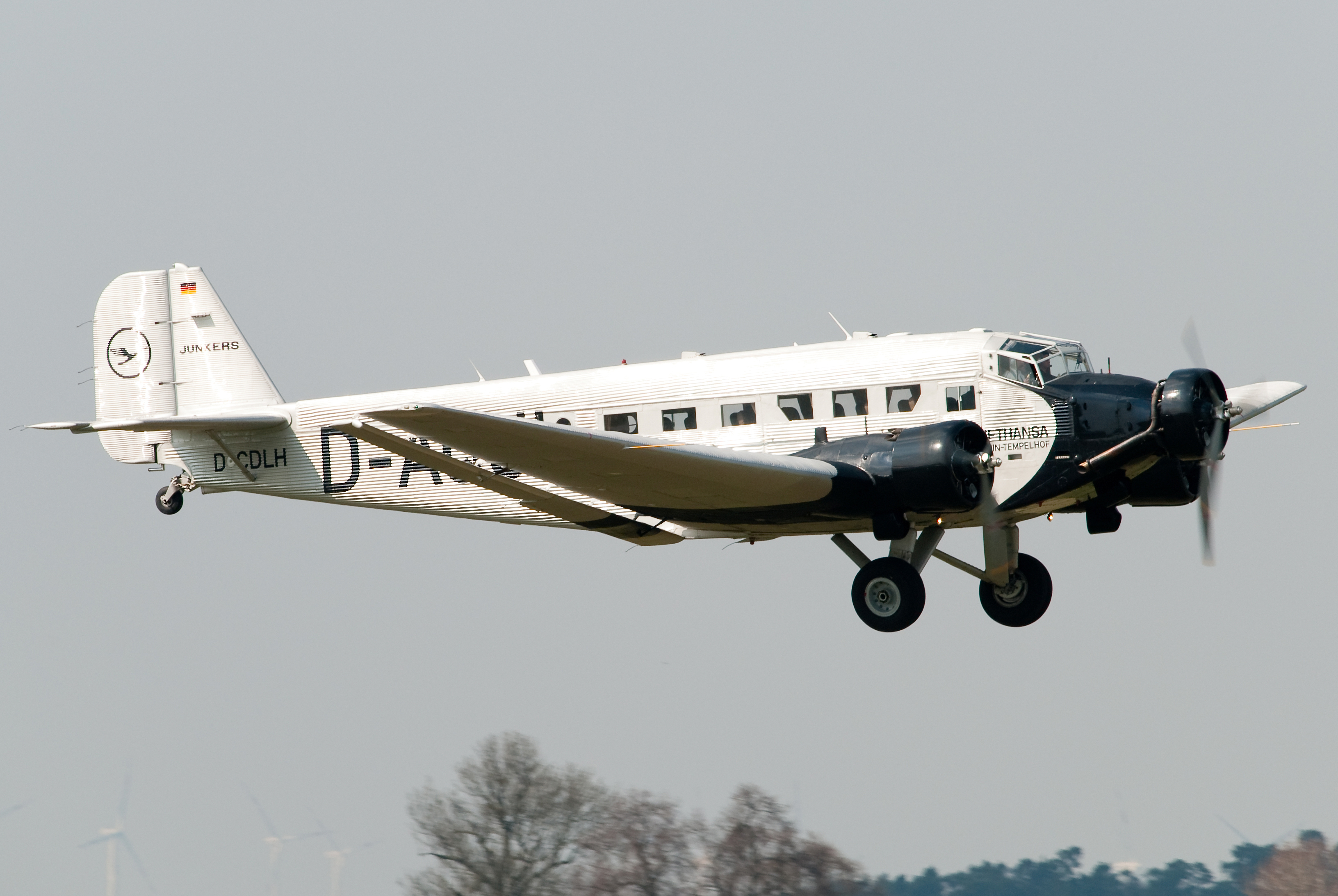
Ju 52/3m D-AQUI, 2013
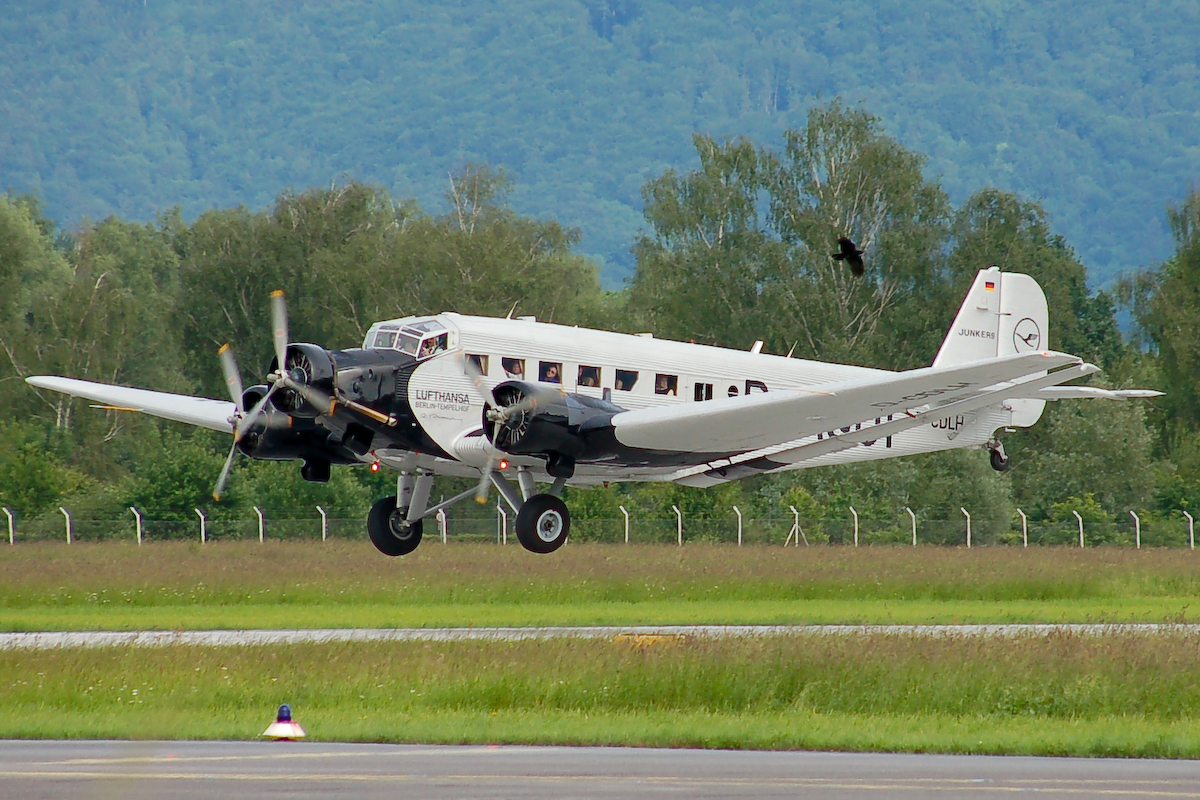
Die Maschine bei der Landung in Salzburg, 2006
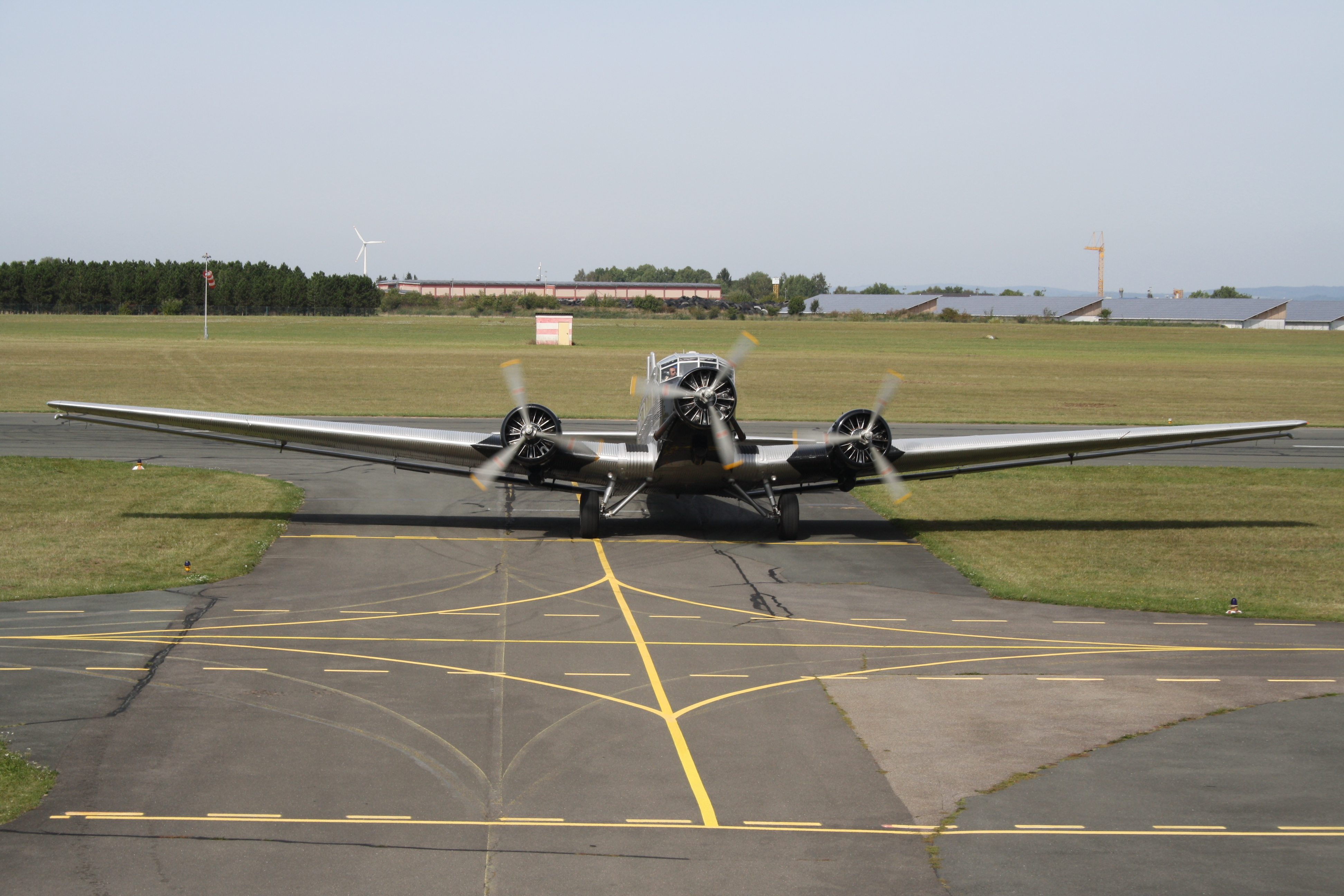
Vorderansicht
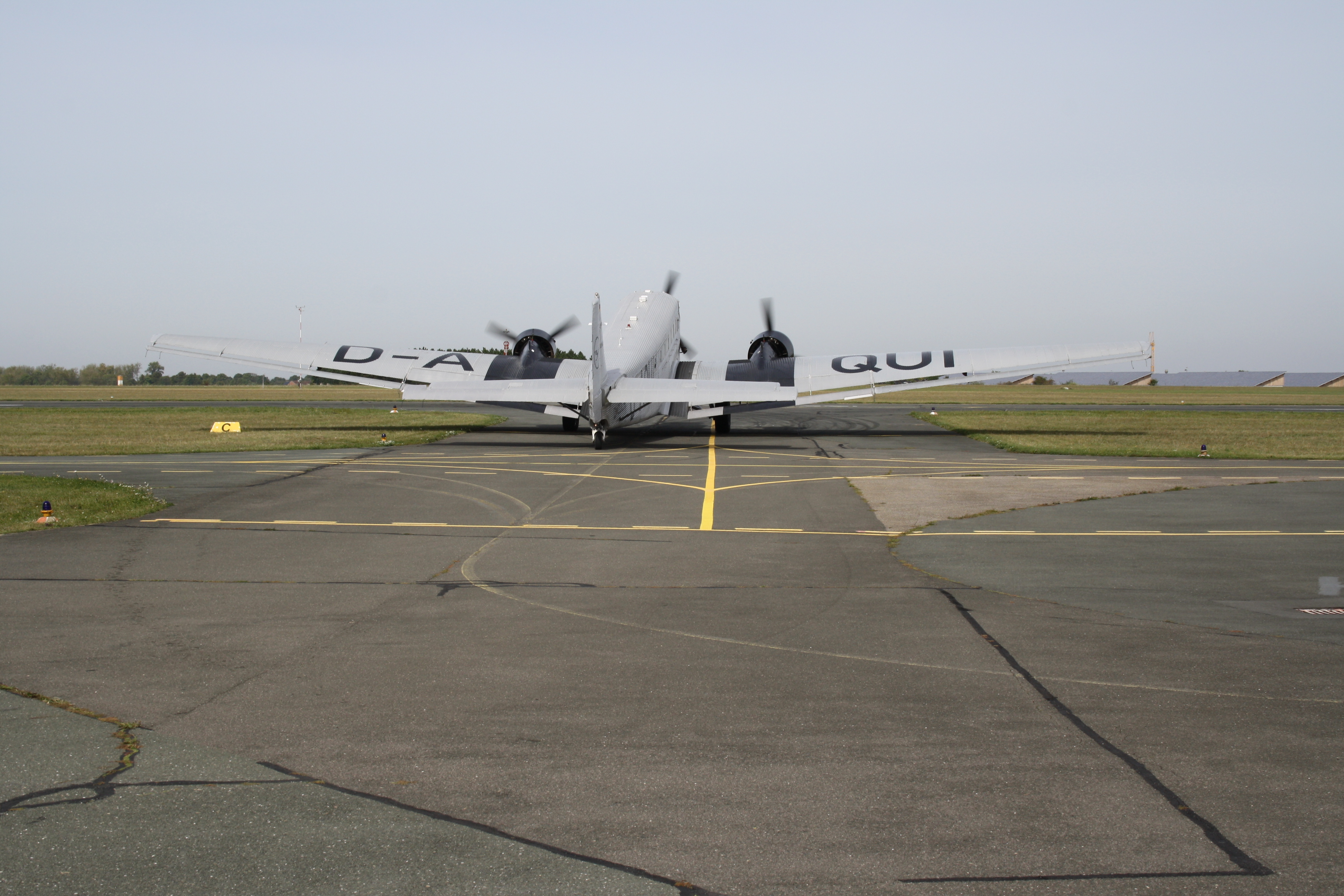
Rückansicht
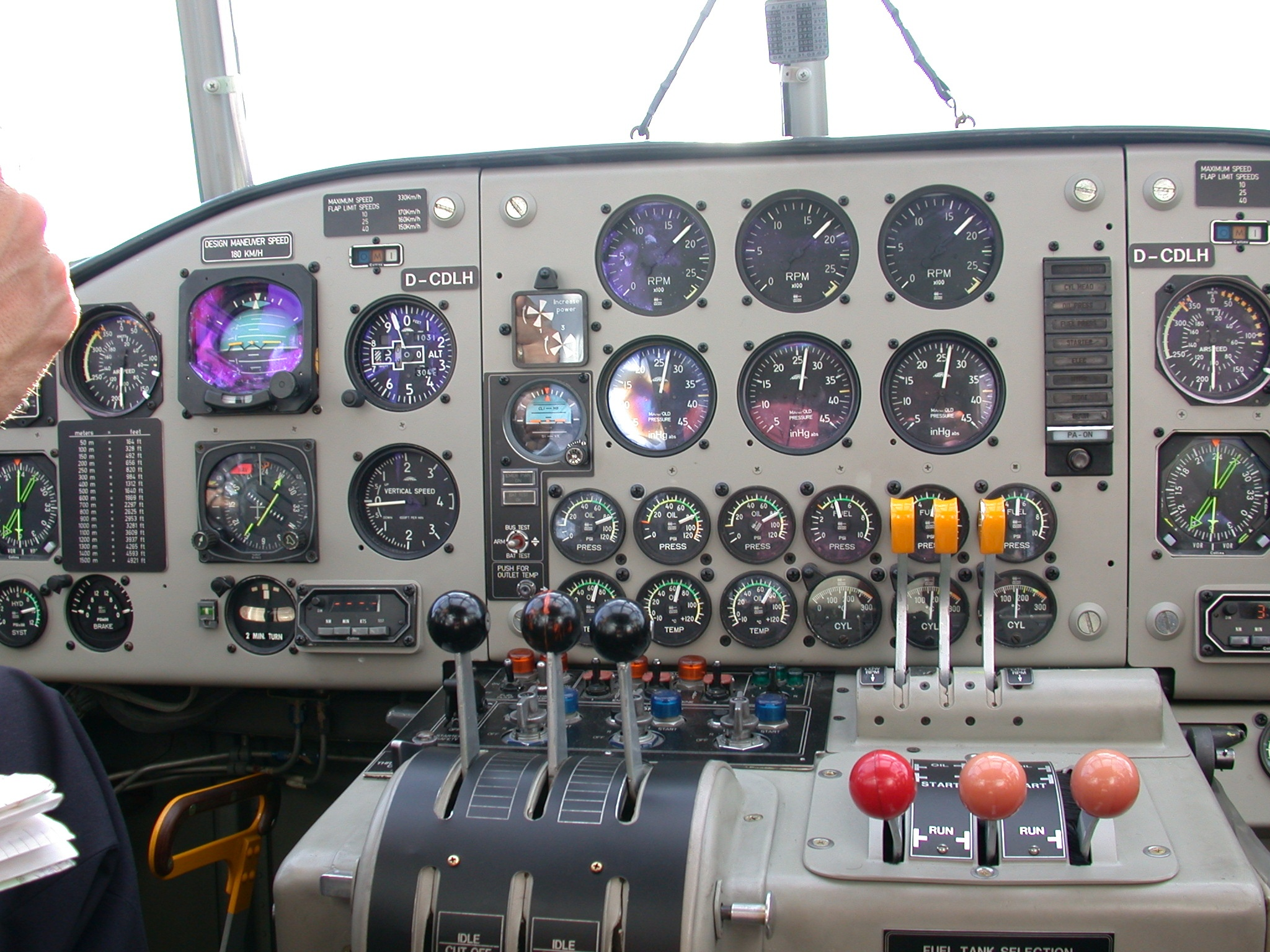
Cockpit der Ju 52/3m D-AQUI

## Kennzeichen
Die in den Lufthansa-Farben der 1930er Jahre lackierte Ju 52 trägt auf Rumpf und Tragflächen zwei verschiedene Luftfahrzeugkennzeichen (D-AQUI und D-CDLH).
Der Buchstabe A des in unübersehbarer Größe aufgemalten historischen Luftfahrzeug-Kennzeichens D-AQUI konnte nach den heute in Deutschland geltenden Luftfahrtbestimmungen 1986 nicht wieder vergeben werden, weil das Höchstabfluggewicht (MTOW, maximum take off weight) der Ju 52 nicht der aktuell dem Buchstaben A zugeteilten Klasse über 20 Tonnen entspricht. Offiziell ist das Flugzeug daher als D-CDLH zugelassen. Die letzten drei Buchstaben (DLH) stehen für „Deutsche Lufthansa“. An den Trag- und Seitenflächen trägt sie aber den Schriftzug „D-AQUI“ als Sonderbemalung.
Bei der Deutschen Lufthansa Berlin-Stiftung wurde das Flugzeug mit dem Beinamen „Berlin-Tempelhof“ betrieben.

## Bewegliches Denkmal
2015 erfolgte durch das Denkmalschutzamt Hamburg die Eintragung der D-AQUI in die Denkmalliste Hamburg. Damit wurde erstmals ein Verkehrsflugzeug als bewegliches Denkmal unter Schutz gestellt.

## Sonstiges
Die D-AQUI war bei ihrer Stilllegung im August 2018 mit 82 Jahren das älteste noch im kommerziellen Luftverkehr eingesetzte Verkehrsflugzeug der Welt.
Neben einer ebenfalls seit vielen Jahren nicht mehr eingesetzten, aber im Wiederaufbau befindlichen Junkers A 50 war die D-AQUI 2018 das älteste noch im Einsatz befindliche Junkers-Flugzeug.
Die D-AQUI war am 30. Oktober 2008 die letzte Maschine, die vom Flughafen Berlin-Tempelhof startete, ehe dieser offiziell geschlossen wurde.
Der Konstrukteur der Ju 52, Ernst Zindel, stammte aus dem nahe Bayreuth gelegenen Dorf Mistelbach. Darauf wurde bei den gelegentlich vom Verkehrslandeplatz Bayreuth ausgehenden Rundflügen mit der D-AQUI hingewiesen und ggf. eine Ehrenrunde über dem Ort gedreht.
Die D-AQUI wurde darüber hinaus bei einigen Dreharbeiten genutzt und taucht deswegen beispielsweise in dem Film Die Gustloff (2008) in der Anfangsszene auf.